# Wole jajnikowe
Wole jajnikowe (łac. struma ovarii) – szczególna postać dojrzałego potworniaka jajnika z obecnością dojrzałej lub płodowej tkanki tarczycowej. Może być przyczyną objawów nadczynności tarczycy (około 10% przypadków).